# Pierre Werner

Bustul lui Pierre Werner ca element al Monumentului părinților fondatori ai Uniunii Europene din Parcul Herăstrău din București

Pierre Werner (n. 29 decembrie 1913, Lille, Franța - d. 24 iunie 2002, Luxemburg) a fost un economist și om politic luxemburghez, prim ministru al Luxemburgului între 1959-1974 și între 1979-1984.
A fost inițiatorul Integrării Monetare Europene, autor al „Planului Werner”, concretizat în introducerea monedei EURO.
Din 1994, a fost ales membru de onoare al Academiei Române.
Din 25 iunie 2002, Centrul de Studii și Documentare România-Luxemburg din București, al cărui președinte de onoare a fost din 1993, îi poartă numele.
Ca omagiu pentru contribuția sa la fondarea Uniunii Europene, bustul său a fost inclus printre cele 12 busturi de oameni politici reunite în Monumentul părinților fondatori ai Uniunii Europene, inaugurat la București, la 9 mai 2006, de Ziua Europei, pe Insula Trandafirilor din Parcul Herăstrău.